# Fabrizio Bajec
Fabrizio Bajec, (Itàlia, 1975) és un poeta i dramaturg que actualment viu a París. És traductor d'autors anglòfons i francòfons com William Cliff i Adam Rapp. El 2005 es va doctorar en Llengua i literatura francesa amb una revisió del cànon autobiogràfic a la Universitat de Viterbo (Itàlia). És autor dels llibres següents: Corpo nemico, de l'«Ottavo quarderno italiano di poesia contemporanea» (Marcos y Marcos, 2004), Gli ultimi (Transeuropa, 2009), Entrare nel vuoto (Con-fine, 2011), Entrer dans le vide (Editions du Fram, 2012), Loin de Dieu, près de toi / Con te, senza Dio (L'Âge d'Homme, 2013). Ha escrit diverses obres de teatre que han estat representades a Itàlia, entre les quals destaca Rage (2009), interpretada també en el Teatre Nacional de Brussel·les pels alumnes de l'escola de cinema Insass. Entre el 1999 i el 2006 ha format part de la redacció de l'Annuario di poesia, una revista de crítica militant.